# Faculté d'histoire et de philologie de l'université de Moscou
La faculté d'histoire et de philologie de l'Université de Moscou est l'une des facultés historiques (dans le sens chronologique) de l'Université d'État de Moscou.